# Grzegorz Panfil
Grzegorz Panfil (Ustrón, Polonia, 1 de enero de 1988) es un tenista profesional. 

## Carrera

### Juvenil
En el año 2006 Panfil ganó el torneo de Australia Open en categoría dobles junior. Jugó en pareja junto a su compatriota Błażej Koniusz, derrotando en la final a la pareja constituida por los estadounidenses Kellen Damico y Nathaniel Schnugg.
Panfil llegó hasta el puesto No. 36 del ranking junior combinado, en abril de 2006, llegando a un récord de partidos ganados/perdidos de 51-32.

#### Títulos (Grand Slam Junior)

##### Dobles (1)
| Año  | Campeonato           | Superficie | Compañero      | Oponentes en la final           | Marcador final |
| ---- | -------------------- | ---------- | -------------- | ------------------------------- | -------------- |
| 2006 | Abierto de Australia | Dura       | Błażej Koniusz | Kellen Damico Nathaniel Schnugg | 7–65, 6–3      |

### Profesional
Su ranking más alto en la carrera ha sido el puesto 279, alcanzado el 27 de abril de 2009. En modalidad de dobles alcanzó el puesto N.º 278 el 19 de octubre de 2009.
No ha logrado hasta el momento títulos de la categoría ATP ni de la ATP Challenger Tour, aunque sí ha obtenido varios títulos Futures tanto en individuales como en dobles.

#### Copa Davis
Desde el año 2009 es participante del Equipo de Copa Davis de Polonia. Tiene en esta competición un récord total de partidos ganados/perdidos de 3/3 (3/2 en individuales y 0/1 en dobles).

#### Copa Hopman
En la Copa Hopman 2014 representó a Polonia con Agnieszka Radwanska siendo ambos los principales cabezas de serie del torneo. La pareja llegó a la final, y en el camino Panfil derrotó al canadiense Milos Raonic (nº11 del ranking mundial) por 7-61, 6-3. Tras derrotar a Italia por 3-0 y posteriormente a Canadá y Australia por 2-1 ganaron su grupo del torneo y disputaron la final ante Francia representados por Alizé Cornet y Jo-Wilfried Tsonga. El resultado final fue 1-2, cayendo derrotado en sus dos encuentros (el individual ante Tsonga y el dobles).
| N.º | Fecha      | Equipo      | Superficie | Pareja              | Pareja rival                    | Resultado |
| --- | ---------- | ----------- | ---------- | ------------------- | ------------------------------- | --------- |
| 1.  | 04.01.2014 | Copa Hopman | Dura       | Agnieszka Radwańska | Alizé Cornet Jo-Wilfried Tsonga | 1-2       |